# Метін Каплан
Метін Каплан (народився 14 листопада 1952 року) — лідер ісламського екстремістського руху Каліфатсштаат («Держава-халіфат»), який базується в Кельні, Німеччина.

## Каліфатсштаат
Каплан народилася в турецькій провінції Ерзурум. Каплан, якого в Туреччині переслідували як ворога держави та йому загрожувала смертна кара, попросив політичного притулку в Німеччині та відправився туди в 1983 році як біженець разом зі своїм батьком Джемаледдіном Капланом (також відомим як Джемаледдін Ходжаоглу), який був провідною фігурою в ісламістських колах серед турецької діаспори в Німеччині. Його батько керував двома виданнями: «Tebliğ» і «Ümmet».
Після смерті батька в 1995 році Метін Каплан став лідером держави Халіфат.
Заявленою метою руху є повалення уряду Туреччини та створення в країні ісламістської держави. Рух раніше був відомий як «Союз ісламських об'єднань і громад» і входить до офіційного списку терористичних організацій Туреччини як «Хілафет Девлеті» (буквально: «Держава Халіфат»).Самозваний «кельнський халіф» обрав місто Кельн своєю резиденцією. Після того, як протягом кількох років за ним пильно спостерігав німецький Verfassungsschutz, у 2001 році рух було заборонено.
Рух опублікував текст під назвою «Новий світовий порядок», який містить:
Our goal is the control of Islam over everyday life. In other words, the Koran should become the constitution, the Islamic system of law should become the law, and Islam should become the state... Is it possible to combine Islam with democracy and the layman's system on which it is based? For this question only one answer exists, and that is a resounding "NO!"

## Арешт
Його суперник Ібрагім Софу був убитий у 1997 році. Каплан був засуджений німецьким судом за підбурювання до вбивства та провів чотири роки у в'язниці.
У травні 2004 року після запевнень, що його не будуть катувати, якщо його екстрадують до Туреччини, німецький суд скасував його статус біженця та дозволив його екстрадицію до Туреччини. Незабаром після рішення суду, перш ніж німецька поліція встигла його заарештувати, Каплан зник з Кельна. Після того, як рішення суду було тимчасово призупинено, Каплан знову з'явився 31 травня, заявивши, що був хворий під час свого зникнення.
12 жовтня Verwaltungsgericht Кельна вирішив, що Каплан може бути екстрадований, попри розгляд апеляції до Bundesverwaltungsgericht у Лейпцигу. Його заарештували в інтернет-кафе в Кельні та доставили в аеропорт Дюссельдорфа, звідки чартерний літак Lear Jet доставив його до Стамбула. Після прибуття він був негайно заарештований турецькою поліцією та відправлений до в'язниці. Цей випадок екстрадиції є незвичайним, оскільки уряди зазвичай відмовляються видавати людей перед судом за політичні злочини, такі як державна зрада та шпигунство.
Суд над Капланом розпочався 20 грудня 2004 року. У 2005 році Каплан був засуджений за спробу повалення конституції та державну зраду. Його засудили до довічного ув'язнення при обтяжуючих обставинах. Під час судового процесу Каплан перебував у в'язниці суворого режиму в Текірдазі. Турецька влада звинуватила його в підготовці терористичного акту проти турецького уряду в 1998 році та в змові з метою нападу на Anıtkabir шляхом польоту Cessna, навантаженого вибухівкою. Каплан визнав, що вважає, що турецьку державу слід замінити ісламістською державою, але заперечує, що коли-небудь планував вдатися до насильницьких засобів.

## Звільнення з місць позбавлення волі та виправдання після повторного розгляду справи
Вирок Каплану скоротили до 17,5 років ув'язнення у 2010 році, і він був звільнений з в'язниці в листопаді 2016 року. Після повторного судового розгляду 16 лютого 2021 року його остаточно виправдали.